# Freya (cómic)
Freya es una ficción asgardiana que aparece en los cómics estadounidenses publicados por Marvel Comics. El personaje, basado en la nórdica deidad del mismo nombre. 
En el contexto de las historias, Freya es la diosa de la fertilidad de Asgard. Ella aparece como un personaje secundario de Thor.

## Historia de publicación
Freya apareció por primera vez en Thor # 321 (octubre de 1993) y fue creada por Bill Mantlo y Don Heck.

## Biografía
Freya es la diosa de la fertilidad que trabajaba como ex Valkyria. Los habitantes de Asgard han comenzado un culto que la adora en la Isla del Amor.
En una ocasión, Rimthursar mintió a Freya que indica que Odín ha muerto con el fin de engañar a ella a llorar por lo que Rimthursar puede recoger sus lágrimas.
Freya tenía un artefacto lleva el nombre llamada la Capa de Freya, que Loki una vez usó para convertir a Tormenta en halcón.
La historia de Freya fue posteriormente reconectada donde ella era la hija del gigante Thyrm y su posición fue dada a Freyja. Thyrm una vez trató que Thor y Loki le dan a Mjolnir, a cambio de la mano de Thor en matrimonio a Freya. Pero, Thor y Loki fueron capaces de burlar a Thyrm.

## Poderes y Habilidades
Freya tiene los diversos atributos sobrehumanos que los demás tienen en los Asgardianos. También puede hablar en las lenguas de los Nueve Reinos.Al ser la Diosa del amor y la lujuria tiene autoridad divina sobre el amor y puede despertar el interés amoroso de una persona o dormirlo.